# Karsk (województwo zachodniopomorskie)
Karsk – wieś sołecka w Polsce, położona w województwie zachodniopomorskim, w powiecie goleniowskim, w gminie Nowogard, przy drodze wojewódzkiej nr 106 Rzewnowo - Stargard Szczeciński - Pyrzyce.
| SIMC    | Nazwa    | Rodzaj     |
| ------- | -------- | ---------- |
| 0779957 | Warnkowo | przysiółek |

W latach 1954–1961 wieś należała i była siedzibą władz gromady Karsk, po jej zniesieniu w gromadzie Strzelewo. W latach 1975–1998 miejscowość administracyjnie należała do województwa szczecińskiego.